# 韓震公
韓震公（爪哇語：或，1720年—1776年），華裔爪哇貴族、官員，荷蘭東印度公司的官員以及盟友。他創立的拉森韓家穆斯林分支是東爪哇歷史上著名的士紳門第。
韓震公於1720年出生于荷屬東印度中爪哇港口城市拉森，父亲韓松公（1672年—1743年）是來自大清福建省漳州府天寶的移民；母亲身份不详，但至少有部分土著血统。他有四个兄弟，包括弟弟甲必丹韓尾公（1727年—1778年）。
韓震公在未知日期皈依伊斯兰教，随后采用爪哇语名字“苏洛·帕尔诺罗”（Soero Pernollo）。
十八世纪中叶，韓震公遷往當時正由荷兰东印度公司、馬打蘭蘇丹國和巴厘土邦孟威争夺的边陲地带东爪哇，並成為荷兰东印度公司高级官员亨德里克·布雷通（Hendrik Breton）的下屬。布雷通曾担任南望府尹，于1763年升任爪哇東角商館長（Opperhofd van den Osthoek），并于1768年受委加入强大的東印度委員會。在此期间，韓震公一直是布雷通的得力助手，他首先担任三艘商船的船長（gezaghebber），然后担任東爪哇最重要的商业转口港——泗水的港務長。
荷兰东印度公司在巩固对爪哇東角的控制同時，于1764年任命韓震公为伯苏基暨帕纳鲁坎警長，並向他授予爪哇贵族头衔「雅貝依」（Ngabehi）。在任期間，他在1767年至1768年的荷兰—布兰邦安战争中为荷兰东印度公司提供军事情报，幫助荷蘭人取勝。他的影响也使得韓尾公先後于1768年和1777年获得伯苏基和帕纳鲁坎的租约。
1776年，韓震公去世。他的两个儿子韓三公和拉登·蘇洛·阿迪威克羅莫（Raden Soero Adiwikromo）在任官期間（尤其是在1806—1815年法国和英国占领东印度群岛期間）頗有聲望，另一个女儿則嫁给了荷兰东印度公司的盟友，漯水蘇丹帕庫納塔寧拉特一世（1812—1854年在位）。他们的后代在东爪哇的殖民管治中也大有作為。